# 735-ös busz
A 735-ös számú elővárosi autóbusz Érd és Budapest között közlekedik az M7-es autópálya érintésével. A 2009 márciusában a Volánbusz által bevezetett új vonalszámozási rendszer keretében kapta meg a vonal a 735-ös számot, előtte jelöletlen volt. Érd legforgalmasabb helyközi autóbusz járata.

## Megállóhelyei
| 0                                     | Budapest, Kelenföld vasútállomás végállomás                         | 17 | 16 | 1, 19, 49 8E, 40, 40B, 40E, 53, 58, 87, 87A, 88, 88A, 101B, 101E, 108E, 141, 150, 150B, 153, 154, 172, 173, 187, 188, 188E, 250, 250B, 251, 251A, 251E, 272 907, 918 (péntek és szombat éjjel) 689, 691, 710, 712, 715, 720, 722, 724, 725, 727, 732, 734, 736, 760, 762, 763, 767, 770, 774, 775, 778, 779, 798, 799 S10 G10 S12 S30 G30 Z30 S34 S35 S36 S40 G40 Z40 S42 Z42 G43 G44 IC, EC, EN, sebesvonat, gyorsvonat, expresszvonat, P+R |
| ∫                                     | Budapest, Borszéki utca                                             | 16 | 15 | 58 710, 712, 715, 720, 722, 724, 732, 734, 736, 762 |
| ∫                                     | Budapest, Kelenföld vasútállomás (Őrmező) (csak leszállás céljából) | 15 | ∫  | 8E, 40, 40B, 40E, 53, 58, 87, 87A, 88, 88A, 101B, 101E, 108E, 141, 150, 150B, 153, 154, 172, 173, 187, 188, 188E, 250, 250B, 251, 251A, 251E, 272 S10 G10 S12 S30 G30 Z30 S34 S35 S36 S40 G40 Z40 S42 Z42 G43 G44 IC, EC, EN, sebesvonat, gyorsvonat, expresszvonat, |
| ∫                                     | Budapest, Sasadi út (csak leszállás céljából)                       | 14 | ∫  | 8E, 40, 40B, 40E, 53, 87, 88, 88A, 108E, 139, 140, 140A, 150, 153, 154, 172, 173, 187, 188, 188E, 240, 272 764 1172, 1173, 1174, 1175, 1176, 1177, 1183, 1184, 1185, 1188, 1189, 1190, 1193, 1194, 1201, 1205, 1212, 1215, 1216, 1229, 1251, 1253, 1254, 1257, 1268 |
| 1                                     | Budapest, Péterhegyi út                                             | ∫  | 14 | 710, 712, 720, 722, 724, 732, 734, 736, 762 |
| Budapest–Budaörs közigazgatási határa |                                                                     |    |    | |
| 2                                     | Budaörs, Benzinkút                                                  | 13 | 13 | 172, 173, 288 724, 732, 734, 736, 760, 762 |
| Budaörs–Érd közigazgatási határa      |                                                                     |    |    | |
| 3                                     | Érd, M7 csomópont                                                   | ∫  | ∫  | 732, 733, 734, 736 |
| 4                                     | Érd, Bem tér                                                        | 12 | 12 | 724, 732, 733, 734, 736, 738, 755, 756 |
| 5                                     | Érd, Rekettye utca                                                  | 11 | 11 | 756 |
| 6                                     | Érd, Daróci utca                                                    | 10 | 10 | 756 |
| 7                                     | Érd, Cserhalmi utca                                                 | 9  | 9  | 756 |
| 8                                     | Érd, Akácfa utca                                                    | 8  | 8  | 756 |
| 9                                     | Érd, Aggteleki utca                                                 | 7  | 7  | 756 |
| 10                                    | Érd, Géza utca                                                      | 6  | 6  | 756 |
| 11                                    | Érd, Gellért utca                                                   | 5  | 5  | 756 |
| 12                                    | Érd, Ferenc utca                                                    | 4  | 4  | 756 |
| 13                                    | Érd, Attila utca                                                    | 3  | 3  | 736, 756 |
| 14                                    | Érd, Széchenyi tér                                                  | 2  | 2  | 733, 734, 736, 738, 741, 744, 745, 755, 756 S40 G40 Z40 S42 Z42 G43 G44 (Érd felső megállóhely) |
| 15                                    | Érd, Kálvin tér                                                     | 1  | 1  | 733, 734, 736, 738, 741, 744, 745, 746, 755 S30 G30 Z30 S34 S35 S36 sebesvonat (Érd alsó megállóhely) |
| 16                                    | Érd, autóbusz-állomás végállomás                                    | 0  | 0  | 700, 705, 710, 712, 715, 720, 722, 733, 734, 736, 738, 741, 742, 744, 745, 746, 755 1120, 1134 S30 G30 Z30 S34 S35 S36 sebesvonat (Érd alsó megállóhely) |